# Apollo Group
Apollo Group, Inc. (NASDAQ: APOL) è una società S&P 500 con sede nella città di Phoenix in Arizona (USA). Attraverso le sue filiali possiede diversi centri per l'istruzione.
La società possiede e gestisce quattro istituzioni a fini di lucro per l'istruzione universitaria ad alto livello: l'Università di Phoenix (UOPX), la Western International University, Axia College (dell'Università di Phoenix), il Collegio di Pianificazione Finanziaria e l'Istituto per lo Sviluppo Professionale. Possiede anche Insight Schools (servizio online per le scuole superiori degli stati di Washington, del Wisconsin ed altri luoghi), e la Olympus High School. Nel novembre del 2005, l'iscrizione congiunta delle quattro università degli Stati Uniti (UOPX, WIU, Axia, CFFP) ha portato alla società circa 315.350 nuovi studenti. Di questi, quasi il 90% frequentava l'Università di Phoenix.
Dal settembre 2008 la società possiede e gestisce anche la Meritus University nella città di Meritus in Canada. Inoltre, Apollo Group, è proprietaria di BPP, e unì le proprie forze con il Carlyle Group per attuare investimenti in materia di istruzione e per ampliare il numero di studenti frequentanti. L'azienda ha anche acquistato il College UNIACC a Santiago del Cile e il College ULA in Messico.

## Storia
La società Apollo Group, Inc. venne fondata da John Sperling nel 1973. Il fatturato dell'azienda per l'esercizio terminato il 31 agosto 2005 è stato di 2.251 miliardi USD. A partire dal 31 agosto 2005, Apollo Group offre i propri servizi in 90 filiali sparse in 39 stati differenti, tra cui: Porto Rico, Alberta, Columbia Britannica e Paesi Bassi. Nel 2008 Charles Edelstein è diventato amministratore delegato di Apollo Group, una posizione che non è stata occupata da nessuno per molti anni.

### Joint venture con Carlyle Group
Secondo un comunicato stampa del 22 ottobre 2007, Apollo Group e Carlyle Group hanno formato una joint venture dal valore di 1 miliardo di dollari per investimenti nei servizi di educazione internazionale. In questo modo è stata formata una nuova azienda che ha preso il nome di Apollo Global. L'azienda Apollo Group, per stipulare questo accordo, ha impiegato circa 801 milioni di dollari (corrispondente all'80,1% della nuova società). Carlyle Group ha impiegato invece circa 199 milioni di dollari (USD) (corrispondente al restante 19,9%). Apollo Global ha sostituito l'attuale Apollo International, una società controllata da Apollo Group.

### Apollo Global
Apollo Group ha realizzato Apollo Global per gestire e formare società controllate, attività e aziende anche al di fuori del continente americano. Apollo Global ha acquisito l'Universidad de Artes, Ciencias y Comunicacion (UNIACC) in Cile, nonché la Meritus University in Canada. Apollo Global ha acquistato anche la BPP Professional Education del Regno Unito per un valore di $ 607.000.000 nel luglio del 2009.

### Elenco delle filiali
- Università di Phoenix / Axia College
- Western International University
- College for Financial Planning (Collegio di Pianificazione Finanziaria)
- Institute for Professional Development (Istituto per lo Sviluppo Professionale)
- Insight Schools[11]
- Olympus High School
- Orange Lutheran Online
- Meritus University,  Canada[12]
- Universidad de Artes, Ciencias y Comunicacion UNIACC,  Cile[13]
- Universidad Latinoamericana S.C. (ULA),  Messico[14]
- Aptimus Marketing[15]

### Polemiche
La società Apollo Group è stata bersaglio di una causa legale secondo la quale l'azienda diffondeva false dichiarazioni finanziarie sugli acquisti. Nel gennaio 2008, l'azienda è stata giudicata colpevole per aver ingannato gli investitori. La sanzione pecuniaria ammontava a 280 milioni USD.
L'8 gennaio 2010 l'azienda è stata ammonita dall'US Department of Education perché si era scoperto che gli studenti non fossero stati adeguatamente informati dei costi di iscrizione e della possibilità di fruire di molti aiuti finanziari per le categorie meno abbienti.